# Campeonato Neerlandés de Fútbol 1932-33
El Campeonato Neerlandés de Fútbol 1932/33 fue la 45.ª edición del campeonato de fútbol de los Países Bajos. Participaron 50 equipos divididos en cinco divisiones. El campeón nacional sería determinado por un grupo final formado con los ganadores de las divisiones de fútbol del este, norte, sur y dos del oeste. Go Ahead ganó el campeonato de este año.

## Nuevos participantes
Eerste Klasse Este:
- Promovido desde la 2ª división: Enschedese Boys

Eerste Klasse Norte:
- Promovido desde la 2ª división: Sneek Wit Zwart

Eerste Klasse Sur:
- Promovido desde la 2ª división: Zeelandia Middelburg

Eerste Klasse Oeste-I:
- Trasladado desde Oeste-II: ADO Den Haag, Feijenoord, FC Hilversum, VSV y ZFC
- Promovido desde la 2ª división: DHC

Eerste Klasse Oeste-II:
- Trasladado desde Oeste-I: AFC Ajax, Sparta Rotterdam, Stormvogels, West Frisia y KFC
- Promovido desde la 2ª división: HFC Haarlem

## Divisiones

### Eerste Klasse Este
| Pos | Equipo             | PJ | PG | PE | PP | GF | GC | Pts | DG  | Notas                                     |
| --- | ------------------ | -- | -- | -- | -- | -- | -- | --- | --- | ----------------------------------------- |
| 1   | Go Ahead           | 18 | 12 | 3  | 3  | 47 | 18 | 27  | +29 | Clasificado al grupo final por el título. |
| 2   | PEC Zwolle         | 18 | 11 | 4  | 3  | 42 | 26 | 26  | +16 |                                           |
| 3   | SC Enschede        | 18 | 8  | 4  | 6  | 37 | 31 | 20  | +6  |                                           |
| 4   | Vitesse            | 18 | 8  | 4  | 6  | 39 | 35 | 20  | +4  |                                           |
| 5   | Heracles           | 18 | 8  | 1  | 9  | 39 | 34 | 17  | +5  |                                           |
| 6   | Enschedese Boys    | 18 | 5  | 6  | 7  | 35 | 40 | 16  | -5  |                                           |
| 7   | AGOVV Apeldoorn    | 18 | 5  | 5  | 8  | 33 | 36 | 15  | -3  |                                           |
| 8   | HVV Tubantia       | 18 | 6  | 2  | 10 | 29 | 42 | 14  | -13 |                                           |
| 9   | FC Wageningen      | 18 | 3  | 7  | 8  | 27 | 39 | 13  | -12 |                                           |
| 10  | Robur et Velocitas | 18 | 5  | 2  | 11 | 29 | 56 | 12  | -27 | Descendido a la segunda división.         |

PJ = Partidos jugados; PG = Partidos ganados; PE = Partidos empatados; PP = Partidos perdidos; GF = Goles a favor; GC = Goles en contra; Pts = Puntos; DG = Diferencia de goles

### Eerste Klasse Norte
| Pos | Equipo          | PJ | PG | PE | PP | GF | GC | Pts | DG  | Notas                                     |
| --- | --------------- | -- | -- | -- | -- | -- | -- | --- | --- | ----------------------------------------- |
| 1   | Velocitas 1897  | 18 | 15 | 1  | 2  | 86 | 33 | 31  | +53 | Clasificado al grupo final por el título. |
| 2   | VV Leeuwarden   | 18 | 9  | 2  | 7  | 42 | 34 | 20  | +8  |                                           |
| 3   | Veendam         | 17 | 9  | 2  | 6  | 51 | 47 | 20  | +4  |                                           |
| 4   | Achilles 1894   | 18 | 8  | 3  | 7  | 43 | 48 | 19  | -5  |                                           |
| 5   | LAC Frisia 1883 | 17 | 6  | 5  | 6  | 40 | 50 | 17  | -10 |                                           |
| 6   | Be Quick 1887   | 17 | 6  | 4  | 7  | 54 | 44 | 16  | +10 |                                           |
| 7   | GVAV Rapiditas  | 18 | 5  | 5  | 8  | 55 | 53 | 15  | +2  |                                           |
| 8   | Sneek Wit Zwart | 18 | 5  | 5  | 8  | 38 | 41 | 15  | -3  |                                           |
| 9   | MVV Alcides     | 17 | 6  | 1  | 10 | 42 | 61 | 13  | -19 |                                           |
| 10  | LVV Friesland   | 18 | 3  | 4  | 11 | 27 | 67 | 10  | -40 |                                           |

PJ = Partidos jugados; PG = Partidos ganados; PE = Partidos empatados; PP = Partidos perdidos; GF = Goles a favor; GC = Goles en contra; Pts = Puntos; DG = Diferencia de goles

### Eerste Klasse Sur
| Pos | Equipo               | PJ | PG | PE | PP | GF | GC | Pts | DG  | Notas                                     |
| --- | -------------------- | -- | -- | -- | -- | -- | -- | --- | --- | ----------------------------------------- |
| 1   | PSV Eindhoven        | 18 | 10 | 5  | 3  | 44 | 21 | 25  | +23 | Clasificado al grupo final por el título. |
| 2   | MVV Maastricht       | 18 | 10 | 2  | 6  | 52 | 43 | 22  | +9  |                                           |
| 3   | FC Eindhoven         | 18 | 9  | 3  | 6  | 43 | 36 | 21  | +7  |                                           |
| 4   | LONGA                | 18 | 8  | 4  | 6  | 42 | 35 | 20  | +7  |                                           |
| 5   | NAC                  | 18 | 8  | 3  | 7  | 46 | 45 | 19  | +1  |                                           |
| 6   | NOAD                 | 18 | 5  | 7  | 6  | 33 | 41 | 17  | -8  |                                           |
| 7   | Bleijerheide         | 18 | 6  | 4  | 8  | 35 | 35 | 16  | 0   |                                           |
| 8   | Willem II            | 18 | 4  | 7  | 7  | 36 | 39 | 15  | -3  |                                           |
| 9   | BVV Den Bosch        | 18 | 3  | 7  | 8  | 37 | 53 | 13  | -16 |                                           |
| 10  | Zeelandia Middelburg | 18 | 4  | 4  | 10 | 38 | 58 | 12  | -20 |                                           |

PJ = Partidos jugados; PG = Partidos ganados; PE = Partidos empatados; PP = Partidos perdidos; GF = Goles a favor; GC = Goles en contra; Pts = Puntos; DG = Diferencia de goles

### Eerste Klasse Oeste-I
| Pos | Equipo              | PJ | PG | PE | PP | GF | GC | Pts | DG  | Notas                                     |
| --- | ------------------- | -- | -- | -- | -- | -- | -- | --- | --- | ----------------------------------------- |
| 1   | Feijenoord          | 18 | 13 | 3  | 2  | 52 | 25 | 29  | +27 | Clasificado al grupo final por el título. |
| 2   | HBS Craeyenhout     | 18 | 9  | 3  | 6  | 41 | 34 | 21  | +7  | [Oeste-II]                                |
| 3   | ADO Den Haag        | 18 | 7  | 3  | 8  | 36 | 33 | 17  | +3  |                                           |
| 4   | RCH                 | 18 | 7  | 3  | 8  | 40 | 41 | 17  | -1  | [Oeste-II]                                |
| 5   | Hermes DVS          | 18 | 7  | 3  | 8  | 39 | 41 | 17  | -2  |                                           |
| 6   | DHC                 | 18 | 7  | 3  | 8  | 49 | 56 | 17  | -7  | [Oeste-II]                                |
| 7   | HVV 't Gooi         | 18 | 6  | 5  | 7  | 30 | 44 | 17  | -14 |                                           |
| 8   | ZFC                 | 18 | 6  | 4  | 8  | 38 | 37 | 16  | +1  |                                           |
| 9   | VSV                 | 18 | 6  | 4  | 8  | 40 | 49 | 16  | -9  |                                           |
| 10  | Blauw-Wit Amsterdam | 18 | 3  | 7  | 8  | 34 | 39 | 13  | -5  | Descendido a la segunda división.         |

PJ = Partidos jugados; PG = Partidos ganados; PE = Partidos empatados; PP = Partidos perdidos; GF = Goles a favor; GC = Goles en contra; Pts = Puntos; DG = Diferencia de goles
[Oeste-II] Equipos trasladados a la división Oeste-II para la próxima temporada.

### Eerste Klasse Oeste-II
| Pos | Equipo           | PJ | PG | PE | PP | GF | GC | Pts | DG  | Notas                                     |
| --- | ---------------- | -- | -- | -- | -- | -- | -- | --- | --- | ----------------------------------------- |
| 1   | Stormvogels      | 18 | 14 | 1  | 3  | 66 | 23 | 29  | +43 | Clasificado al grupo final por el título. |
| 2   | AFC Ajax         | 18 | 10 | 4  | 4  | 55 | 37 | 24  | +18 | [Oeste-I]                                 |
| 3   | Sparta Rotterdam | 18 | 10 | 3  | 5  | 49 | 41 | 23  | +8  | [Oeste-I]                                 |
| 4   | FC Hilversum     | 18 | 8  | 3  | 7  | 43 | 53 | 19  | -10 |                                           |
| 5   | KFC              | 18 | 7  | 3  | 8  | 41 | 39 | 17  | +2  |                                           |
| 6   | Xerxes           | 18 | 6  | 5  | 7  | 50 | 51 | 17  | -1  |                                           |
| 7   | DFC              | 18 | 6  | 4  | 8  | 54 | 51 | 16  | +4  |                                           |
| 8   | HFC Haarlem      | 18 | 6  | 2  | 10 | 52 | 68 | 14  | -16 | [Oeste-I]                                 |
| 9   | VUC              | 18 | 5  | 2  | 11 | 46 | 64 | 12  | -18 |                                           |
| 10  | West Frisia      | 18 | 3  | 3  | 12 | 32 | 61 | 9   | -29 | Descendido a la segunda división.         |

PJ = Partidos jugados; PG = Partidos ganados; PE = Partidos empatados; PP = Partidos perdidos; GF = Goles a favor; GC = Goles en contra; Pts = Puntos; DG = Diferencia de goles
[Oeste-I] Equipos trasladados a la división Oeste-I para la próxima temporada.

### Grupo final por el título
| Pos | Equipo         | PJ | PG | PE | PP | GF | GC | Pts | DG  |
| --- | -------------- | -- | -- | -- | -- | -- | -- | --- | --- |
| 1   | Go Ahead       | 8  | 5  | 1  | 2  | 23 | 13 | 11  | +10 |
| 2   | Feijenoord     | 8  | 4  | 2  | 2  | 21 | 14 | 10  | +7  |
| 3   | Stormvogels    | 8  | 3  | 2  | 3  | 16 | 18 | 8   | -2  |
| 4   | PSV Eindhoven  | 8  | 3  | 0  | 5  | 18 | 25 | 6   | -7  |
| 5   | Velocitas 1897 | 8  | 2  | 1  | 5  | 17 | 25 | 5   | -8  |

PJ = Partidos jugados; PG = Partidos ganados; PE = Partidos empatados; PP = Partidos perdidos; GF = Goles a favor; GC = Goles en contra; Pts = Puntos; DG = Diferencia de goles
|                             |
| Campeón Go Ahead 4.° título |